# Clément Duval

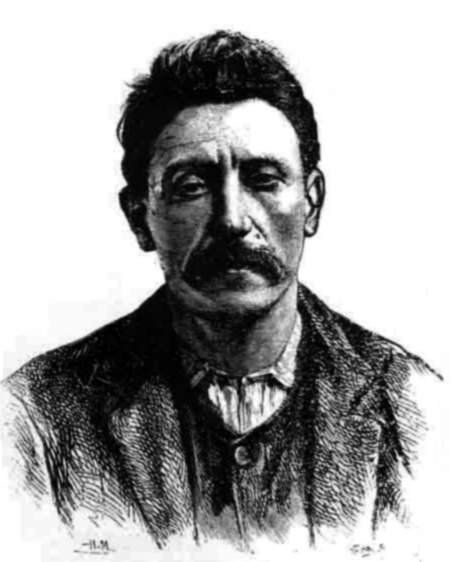
Clément Duval

Clement Duval ([klemɑ̃ dyval]; * 11. März 1850 in Cérans-Foulletourte; † 29. März 1935 in New York City) war ein französischer Anarchist und Buchautor.

## Leben
Duval diente im Französisch-Preußischen Krieg als Soldat des Battalions der fünften Infanterie, wobei er von einer Mörsergranate verletzt wurde und an Pocken erkrankte, weshalb er innerhalb der nächsten zehn Jahre vier Jahre im Krankenhaus verbrachte. Seine Arbeitsunfähigkeit zwang ihn zu stehlen.
Nachdem er für den Diebstahl von 80 Franc ein Jahr im Gefängnis verbracht hatte, schloss er sich der linken Gruppierung Die Panther von Batignolles an.
Am 25. Oktober 1886 brach Duval in das Haus eines Angehörigen der Oberschicht ein, stahl 15000 Franc und legte Feuer. Zwei Wochen später wurde er bei dem Versuch, das Diebesgut zu verhehlen, verhaftet. Während des folgenden Gefängnisaufenthaltes stach er mehrmals auf den Polizisten Rossignol ein, der seine Verletzungen überlebte. Der Mordversuch zog viele Reporter zur Gerichtsverhandlung, weshalb diese im Chaos endete. Duval musste vom Gerichtsgebäude gewaltsam entfernt werden, während er „Lang lebe die Anarchie!“ rief. Im Anschluss wurde die Todesstrafe verhängt, jedoch in Zwangsarbeit auf der Teufelsinsel vor der Küste von Französisch-Guayana umgewandelt.
In der anarchistischen Zeitschrift Révolte erklärte Duval: „Diebe existieren nur durch die Ausbeutung eines Mannes durch einen Mann (...) wenn die Gesellschaft einem das Recht zu existieren aberkennt, muss man es sich nehmen. (...) Der Polizist verhaftete mich im Namen des Gesetzes, ich ermordete ihn im Namen der Freiheit.“
Duval verbrachte 14 Jahre im Gefängnis, wobei er 20 Ausbruchsversuche unternahm. Im April 1901 gelang ihm die Flucht nach New York City, wo er bis zu seinem Tode lebte. Seine Memoiren wurden 1929 veröffentlicht.

## Publikationen
- Wer sucht, der findet : Cours d'allemand scientifique pour les vétérans, 6te Ausgabe 1965
- Besser spät als nie : Cours d'allemand scientifique pour les débutants, 6te Ausgabe 1958
- Colorimétrie minérale : Bibliographie sélectionnée des réactions depuis l'origine jusqu'à 1951
- Memorie autobiografiche. Biblioteca de L'Adunata dei refrattari, Newark 1929